# Pieter Menten

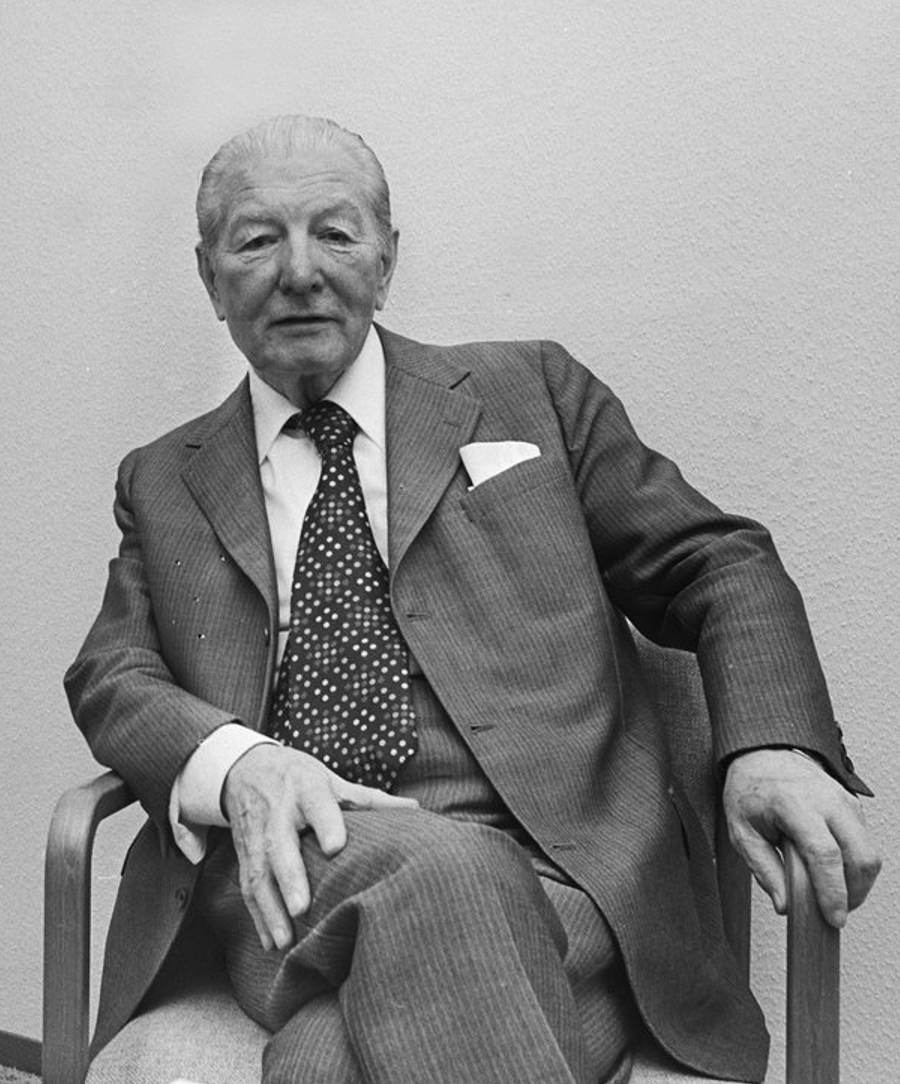
16. Mai 1977: Pieter Menten wartet auf den Fortgang der Gerichtsverhandlung gegen ihn.

Pieter Nicolaas Menten (* 26. Mai 1899 in Rotterdam; † 14. November 1987 in Loosdrecht) war ein niederländischer Kaufmann, Kunstsammler und Kriegsverbrecher. Er zog in den 1920er Jahren nach Polen und wurde dort vermögend. Während der deutschen Besetzung Polens und des Deutsch-Sowjetischen Krieges bereicherte er sich an Opfern des Nationalsozialismus und beteiligte sich im Zuge des Holocaust an Erschießungen von Juden. 1943 ging er mit seiner Habe in die Niederlande zurück.
Nach dem Zweiten Weltkrieg wurde Menten in den Niederlanden als Kollaborateur angeklagt und erhielt ein Jahr Haftstrafe. Es gelang ihm in den Folgejahren, vom niederländischen Staat und der Bundesrepublik Deutschland Entschädigungen für angeblich erlittene materielle Verluste zu erhalten. Erst 1976 kam es in Amsterdam zur Anklage wegen Kriegsverbrechen. Nach einem langwierigen Verfahren wurde der Multimillionär – 1977 wurde sein Vermögen auf umgerechnet 300 Millionen DM geschätzt – zu zehn Jahren Gefängnis verurteilt. 1985 wurde Menten vorzeitig entlassen.
Mit seinem Namen ist die Menten-Affäre verbunden. Sie führte dazu, dass in den Niederlanden die Kollaboration mit den deutschen Besatzern sowie die Beteiligung am Holocaust erneut kontrovers diskutiert wurde und die niederländische Regierung unter Joop den Uyl Ende 1976 in eine Krise geriet.

## Leben

### Herkunft
Pieter Menten war ein Sohn des Fleischers Jan Hubert Menten, der später mit einem Altpapier-Handel seinen Lebensunterhalt bestritt, und von Elizabeth Johanna van Duivenbode. Er hatte einen zwei Jahre jüngeren Bruder, genannt Dirk Menten. Pieter wuchs in einfachen mittelständischen Verhältnissen auf und besuchte in Rotterdam die Volksschule, in Amsterdam eine Realschule und in Hilversum eine Handelsschule. Später bezeichnete er sich als Diplomkaufmann. Am 22. Dezember 1920 heiratete er Elisabeth Allegonda Maria van As, von der er am 8. April 1949 geschieden wurde und die er am 6. Februar 1952 erneut ehelichte. Nach deren Tod (25. Juni 1953) heiratete Menten am 17. Dezember 1955 Meta Pauw. Die Ehen blieben kinderlos.

### Geschäftstätigkeit im Polen der Zwischenkriegszeit
Kurz nach Ende des Ersten Weltkrieges zog Menten in die Freie Stadt Danzig, um dort als Handelsvertreter von Menten & Stark N.V. zu wirken, einem Altpapierhandel, an dem sein Vater beteiligt war. Anfang der 1930er Jahre verlegte er seinen Wohnsitz ins damals polnische Lemberg, offenbar auch, weil er erhebliche rechtliche Probleme hatte. In Danzig drohte ihm Strafverfolgung aufgrund eines Konkursdelikts. Ein Auslieferungsersuchen Danzigs hatte bereits 1924 dazu geführt, dass Menten in Lemberg einige Monate lang inhaftiert war. Ein dänischer Handelspartner warf Menten in dieser Sache schweren Betrug vor. Auch in Warschau gab es Zweifel an Mentens Geschäftspraktiken. Eigenen Angaben zufolge hat Menten nicht allein mit Altpapier gehandelt, sondern war auch in der Zucker-, Streichholz- und Lederwarenindustrie engagiert. Zugleich habe er Kunst ge- und verkauft, insbesondere Gemälde.
1934 erwarb er ein umfangreiches Waldstück sowie ein herrschaftliches Haus im ostgalizischen Dorf Sopot bei Stryj, rund 150 km südlich von Lemberg. Mit seinem jüdischen Nachbarn Isaak Pistyner, von dem er Grundstück und Haus gekauft hatte, verstrickte er sich alsbald in einen langwierigen Streit über die Rechte auf bestimmten Abschnitten des Landes. Zu den Neffen von Pistyner gehörte Lieber Krumholz, mit dem sich Menten gut verstand und der 1935 nach Palästina auswanderte. Dort nahm Krumholz den Namen Haviv Kanaan an, arbeitete als Journalist und später als Mitherausgeber der israelischen Tageszeitung Haaretz.

### Arisierungen
Gemäß den Absprachen, die das nationalsozialistische Deutsche Reich und die Sowjetunion am 24. August 1939 im Deutsch-sowjetischen Nichtangriffspakt fixiert hatten, geriet das westliche Polen nach dem Überfall auf Polen unter deutsche Herrschaft, während das östliche Polen einschließlich Galiziens durch die Sowjetunion besetzt wurde. Menten wurde als verdächtiger Ausländer sowie als mutmaßlicher Spion für die Deutschen im Gefängnis von Stryj interniert. Nach seiner Entlassung wohnte er bis Ende 1939 in Lemberg. Weil Menten und seine Frau ihre niederländische Staatsbürgerschaft nicht aufgegeben hatten, konnten sie nach Krakau, dem Regierungssitz des Generalgouvernements, ausreisen und sich dort niederlassen. Nach dem deutschen Einmarsch in die Sowjetunion 1941 nahm Menten sein Haus und Grundstück in Sopot wieder in Besitz.
Menten entwickelte in Krakau rasch vorzügliche Kontakte zu den deutschen Besatzern, denen er als „Wirtschaftsberater“ und als vereidigter Sachverständiger diente. Im März 1940 wurde er zum Treuhänder einer bedeutenden jüdischen Kunsthandlung bestellt. Bis Ende Juni folgte die Treuhänderschaft über vier weitere jüdische Kunsthandlungen. Mentens Wirken wurde durch den Überfall des Deutschen Reichs auf die Niederlande, der am 10. Mai 1940 begann, nicht eingeschränkt. Sein Vermögen galt seither zwar als „feindlich“ – Menten gelang es allerdings, sich zum Treuhänder seines eigenen Vermögens einsetzen zu lassen. Er profitierte von der Arisierung jüdischen Eigentums in Polen, denn in den kommenden Monaten führte er Regie bei der Liquidation von 27 jüdischen Firmen und 20 jüdischen Antiquariaten, Buchhandlungen und Bibliotheken. Bei der Entdeckung wertvoller Kunstgegenstände bediente sich Menten der Hilfe von Joseph Stieglitz – der jüdische Kunsthändler hatte in Krakau und Lemberg Galerien besessen. Kurz vor dem Überfall auf die Sowjetunion verhalf Menten Stieglitz dafür zur Flucht nach Ungarn.
Durch seine unbezahlte Mitarbeit im Sicherheitsdienst des Reichsführers SS (SD) knüpfte Menten enge Kontakte zum deutschen Sicherheitsapparat, die seine wirtschaftlichen Aktivitäten förderten. Menten kannte dadurch den Befehlshaber der Sicherheitspolizei und des SD (BdS) Karl Eberhard Schöngarth. Dieser unterstützte das Ansinnen des Niederländers, Mitglied im Einsatzkommando zur besonderen Verwendung zu werden, als dieses im Vorwege des Überfalls auf die Sowjetunion in Krakau aufgestellt wurde.
Menten betätigte sich in diesem SS-Trupp als Dolmetscher und Landeskundiger. Er trug die Uniform eines SS-Hauptscharführers. Zu einer Reihe von führenden SS-Offizieren aus dem Umfeld Schöngarths entwickelte Menten ein enges Verhältnis, etwa zum Schöngarth-Stellvertreter Heinrich Heim oder zu den SS-Sturmbannführern Wilhelm Berkau und Otto Kipka. SS-intern soll sich Menten dabei begeistert über Judenerschießungen geäußert haben. Menten selbst war nicht Mitglied der SS.
Kurz nach Beginn des Deutsch-Sowjetischen Krieges beteiligte sich Menten Anfang Juli 1941 am Lemberger Professorenmord. Er war nachweislich bei der Verhaftung und den Verhören von Professoren anwesend. Im Nachgang dieser Morde gelang es ihm Anfang 1942, die Wohnung des ermordeten Professors Tadeusz Ostrowski samt Inventar für 25.000 Reichsmark zu erwerben, ein Preis, der selbst in SS-Kreisen als deutlich zu niedrig galt. Der Niederländer verbrachte Teile der als sehr wertvoll geltenden Einrichtung – unter anderem Gemälde, Möbel, Teppiche – mithilfe von vier Möbelwagen und einem SS-Fahrzeug nach Krakau. Menten ließ auch Kunstgegenstände und Schmuck fortschaffen, die zuvor von Dritten in der Wohnung Ostrowskis eingelagert wurden, weil die Wohnung dieses unpolitischen und hoch geachteten Chirurgen als sicher vor ukrainisch-nationalistischen, sowjetischen oder deutschen Zugriffen gegolten hatte. Ein Teil der abtransportierten Wertgegenstände schien für die Krakauer Burg Wawel bestimmt gewesen zu sein, damals Regierungssitz von Generalgouverneur Hans Frank. Menten eignete sich auch die Wohnung von Jan Grek an, Professor für Innere Medizin und ebenfalls Opfer der Professorenmorde. Grek galt wie Ostrowski als Kunstsammler.

### Beteiligung am Holocaust und SS-Ermittlungen gegen Menten
Nach dem Professorenmord und dem Massaker von Lemberg wurden Teilkommandos des Einsatzkommandos zur besonderen Verwendung in die umliegenden Dörfer und Kleinstädte ausgesandt. Im galizischen Dorf Podhorodce südlich von Boryslaw und unweit von Sopot erschoss Pieter Menten zusammen mit weiteren Männern eines solchen Teilkommandos am 7. Juli 1941 etwa 20 bis 30 Juden. Ob er in Urycz, gleichfalls in Galizien, im August 1941 an einer vergleichbaren Massenerschießung mit 175 Opfern teilnahm, ist ungewiss. Nach Angaben von sowjetischen Stellen, die auf Zeugenbefragungen und forensischen Untersuchungen von Massengräbern basierten, soll Menten an der Erschießung von rund 1000 Juden beteiligt gewesen sein, nicht nur in Podhorodce und Urycz, sondern auch in Dovge und Kropivnik. Zeugen berichteten in diesem Zusammenhang, der Niederländer habe sich in Ostgalizien an Isaak Pistyner und dessen Familie rächen wollen.
Das Generalgouvernement galt schon bald als Hort der Korruption. Auch auf Menten fiel der Verdacht, sich der Korruption und der persönlichen Bereicherung zu Lasten des Reiches schuldig gemacht zu haben. Am 21. Juli 1942 wurde er in Krakau verhaftet und im Gebäude des SS- und Polizeigerichts VI inhaftiert. Allerdings galt er als „Ehrenhäftling“ – er hatte sich in einem bewachten, jedoch nicht verschlossenen Zimmer aufzuhalten. Am 21. August 1942 verschwand Menten. Schöngarth initiierte eine Fahndung im gesamten Reichsgebiet und in allen besetzten Gebieten. Ende August 1942 wurde Menten in den Bergen südlich von Krakau gestellt.
Heinrich Himmler beauftragte eine Sonderkommission des Reichssicherheitshauptamts mit der weiteren Untersuchung des Falls, denn die Vorwürfe gegen Menten hingen eng mit Streitigkeiten innerhalb des Sicherheitsapparats zusammen, die zwischen Hans Frank und Karl Eberhard Schöngarth einerseits und dem Höheren SS- und Polizeiführer Ost, Friedrich-Wilhelm Krüger, andererseits bestanden. Dabei ging es um Bestechung, Bestechlichkeit und Nepotismus. Die Ergebnisse der dilatorisch geführten Ermittlungen fielen dürftig aus, denn eine Reihe von führenden SS-Angehörigen wäre von weiteren Nachforschungen betroffen gewesen. Die Vorwürfe der Bestechung und der unrechtmäßigen Beschlagnahme fremden Eigentums wurden fallen gelassen. Menten erhielt alle zwischenzeitlich beschlagnahmten Güter zurück.

### Rückkehr in die Niederlande

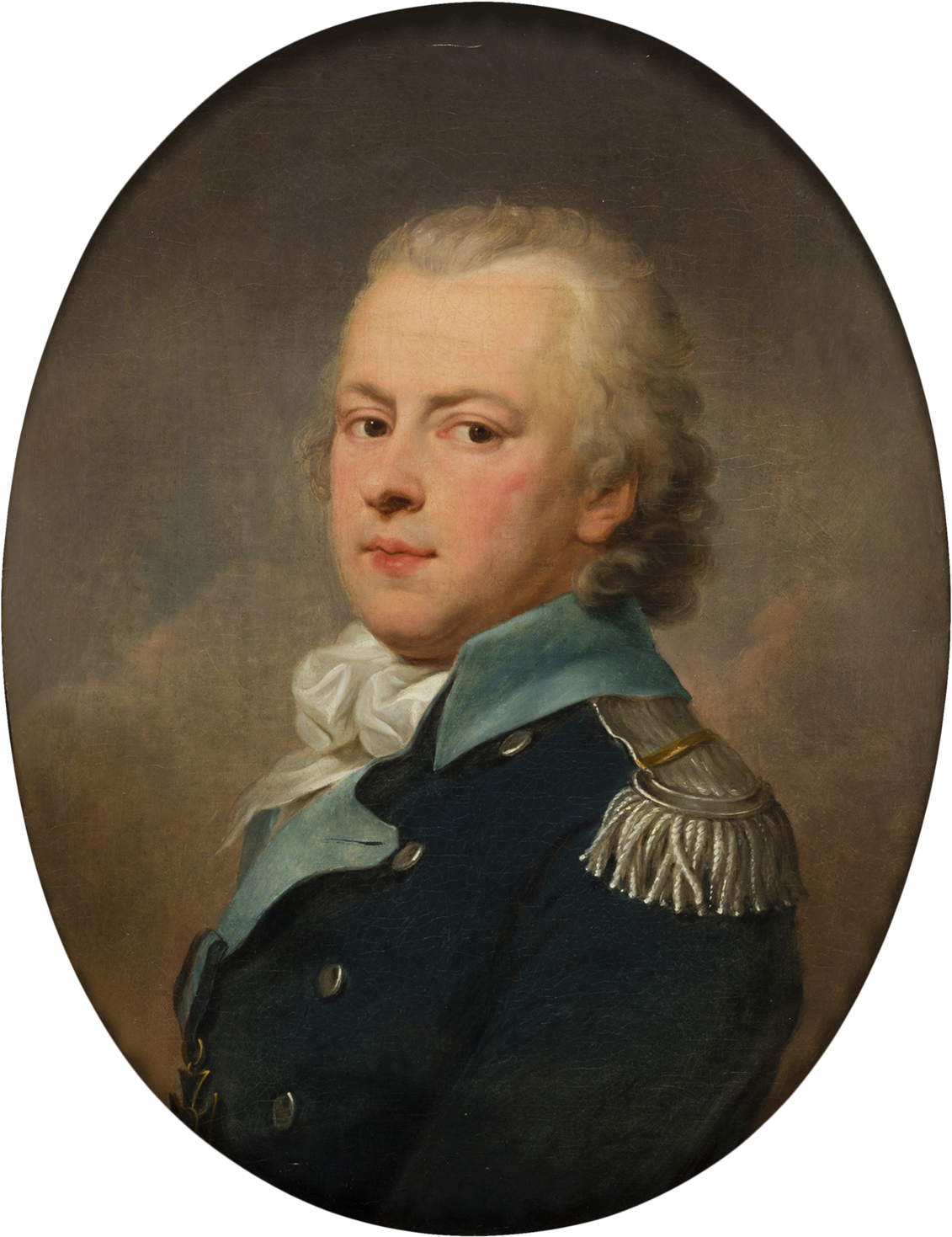
Johann Friedrich August Tischbein: Porträt eines Offiziers (1793)

Obgleich Himmler den Niederländer offenbar für einen glühenden Anhänger des Nationalsozialismus und SS-Verehrer hielt, ordnete er am 5. Oktober 1942 an, dass Menten das Generalgouvernement verlassen und seinen ständigen Wohnsitz in den Niederlanden nehmen müsse. Menten, seine Frau und seine Sekretärin verließen darum am 31. Januar 1943 Krakau. Als neuen Wohnort wählte Menten Aerdenhout unweit von Haarlem. Ihm war gestattet, seinen gesamten Besitz mitzunehmen. Zu diesem Zweck wurden zwei größere und drei kleinere Möbelwagen auf Eisenbahnwagons verladen. Ein weiterer Wagon beförderte ein Auto und 16 lose Frachtstücke. Auch elf Koffer mit besonders wertvollen Inhalten fuhren in Mentens persönlichem Reisegepäck mit. Zudem hatte er die Erlaubnis erhalten, Devisen in Höhe von 575.000 Złoty (umgerechnet 287.500 Reichsmark) in die Niederlande zu überweisen. Auseinandersetzungen mit Zollbehörden musste Menten nicht befürchten, denn er berief sich darauf, sein Umzug erfolge im Auftrage des Reichsführers SS.

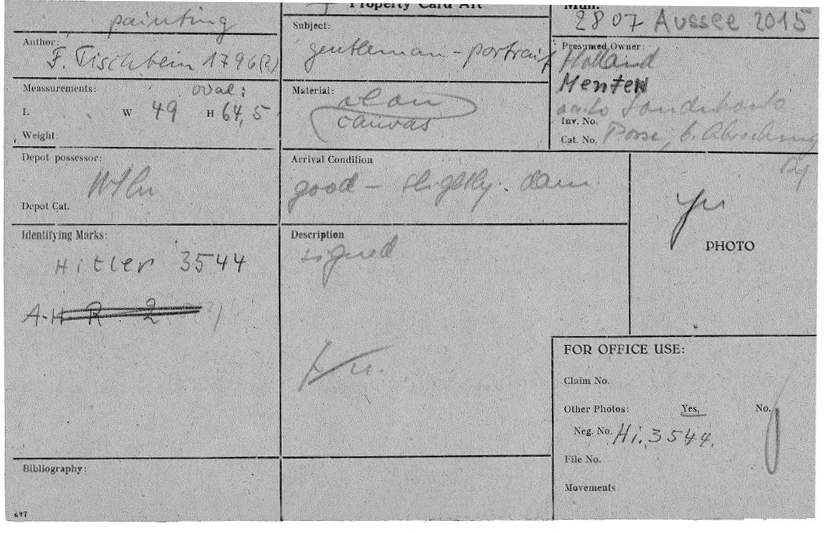
Diese Restitutionskartei dokumentiert die Beteiligung Mentens am Aufbau des Führermuseums, das zu großen Teilen aus NS-Raubkunst bestand.

Mitgliedern des niederländischen Widerstands gegen die deutschen Besatzer fiel der Reichtum des neuen Einwohners von Aerdenhout auf. Ebenso wenig entging ihnen die Tatsache, dass dieser gelegentlich Besuch von Schöngarth erhielt, der ab dem 1. Juni 1944 das Amt des Befehlshabers der Sicherheitspolizei und des SD beim Reichskommissar für die besetzten niederländischen Gebiete, Arthur Seyß-Inquart, innehatte.
Menten war in die Zusammenstellung von Kunstwerken für das Führermuseum Linz eingebunden. Über Hans Posse wurde beispielsweise Johann Friedrich August Tischbeins „Porträt eines jungen Offiziers“ diesem Projekt zugeführt. Die Namen „Menten“ und „Posse“ finden sich in der entsprechenden Restitutionskartei des Central Collecting Point in München. Menten erhielt nach diesen Unterlagen 3000 Gulden für den Verkauf des Bildes.

### Nachkriegszeit
Nach Ende des Zweiten Weltkrieges galt Menten in den Niederlanden als Millionär. Weil er zugleich als Kollaborateur bekannt war, wurde Menten am 16. Mai 1945 verhaftet. Die Beweislage gegen ihn reichte jedoch nicht aus, sodass er im Oktober desselben Jahres aus der Haft entlassen wurde. In seiner Abwesenheit wurde aus seinem beschlagnahmten, aber unbeaufsichtigten Haus Beutegut entwendet. Menten behauptete zudem, durch grobes Missmanagement seines zwischenzeitlich ebenfalls beschlagnahmten Vermögens seien ihm große Schäden entstanden. Nach jahrelangen Auseinandersetzungen, in denen Menten die Gesamtschadenshöhe mit 4 Millionen Gulden angab, erstritt Menten 1953 vom niederländischen Staat eine Entschädigung von 320.000 Gulden.
Ein britisches Militärgericht verurteilte Schöngarth in Deutschland am 11. Februar 1946 zum Tode. Vor Vollstreckung des Urteils (16. Mai 1946) wurde er für einige Tage in die Niederlande zum Verhör überstellt. Am 4. April 1946 vernahm ihn ein Staatsanwalt im Innenministerium zu Vorwürfen gegen Pieter Menten, gegen den trotz Haftentlassung weiter ermittelt wurde. Schöngarth gab an, dass Menten Mitglied des Einsatzkommandos zur besonderen Verwendung gewesen sei. Zur Teilnahme an Exekutionen äußerte er sich jedoch nicht. Menten selbst tauchte unter. Nach seiner Festnahme wurde ihm schließlich im Februar und März 1949 vor dem Sondergerichtshof Amsterdam der Prozess gemacht. Zu seinen Verteidigern gehörte Rad Kortenhorst. Der KVP-Politiker und Vorsitzende der zweiten Parlamentskammer vertrat in den Nachkriegsjahren eine Reihe von Niederländern, die der Kollaboration bezichtigt wurden, vor Gericht. Die Massenexekutionen in Ostgalizien kamen während des Prozesses nicht zur Sprache. Am 14. April 1949 wurde Menten wegen „Zusammenarbeit mit dem Feind“ zu einer Haftstrafe von einem Jahr verurteilt. Weil die Zeiten, die er seit Kriegsende in Untersuchungshaft verbracht hatte, angerechnet wurden, wurde er umgehend aus der Haft entlassen. Zu diesem milden Urteil trug die Aussage von Joseph Stieglitz bei, der während des Prozesses zugunsten von Menten aussagte.
Am 12. Oktober 1950 stellte die Volksrepublik Polen erfolglos einen Antrag auf Auslieferung Mentens. 1952 lag den niederländischen Behörden Belastungsmaterial aus Israel gegen Menten vor. Es enthielt unter anderem Auskünfte von Haviv Kanaan. Dieser wusste bereits seit 1944 durch einen Zeugen, dass Menten für die Ermordung seiner Familienmitglieder verantwortlich war. Die niederländische Justiz ging allerdings nicht erneut gegen Menten vor. Menten seinerseits gab sich gegenüber deutschen Behörden als Opfer des Nationalsozialismus aus; er habe verfolgten Juden in Polen geholfen, aus Vergeltung hätten die Nationalsozialisten Einrichtungs- und Kunstgegenstände seiner Lemberger Wohnung konfisziert. Er erreichte 1965, dass ihm die Bundesrepublik Deutschland 550.000 DM als Entschädigung für angebliche Verluste zahlte.

### Verdacht und Flucht
Am 22. Mai 1976 erschien in der Tageszeitung De Telegraaf ein Interview mit Menten, der mittlerweile in Blaricum eine Villa bewohnte. Menten kündigte an, er werde am 21. Juni 1976 durch Sotheby’s-Mak van Waay 425 Kunstwerke versteigern lassen. Der Zeitungsartikel zeichnete Menten als einen Humanisten, als Liebhaber der Kunst und des guten Geschmacks sowie als Opfer des Nationalsozialismus.

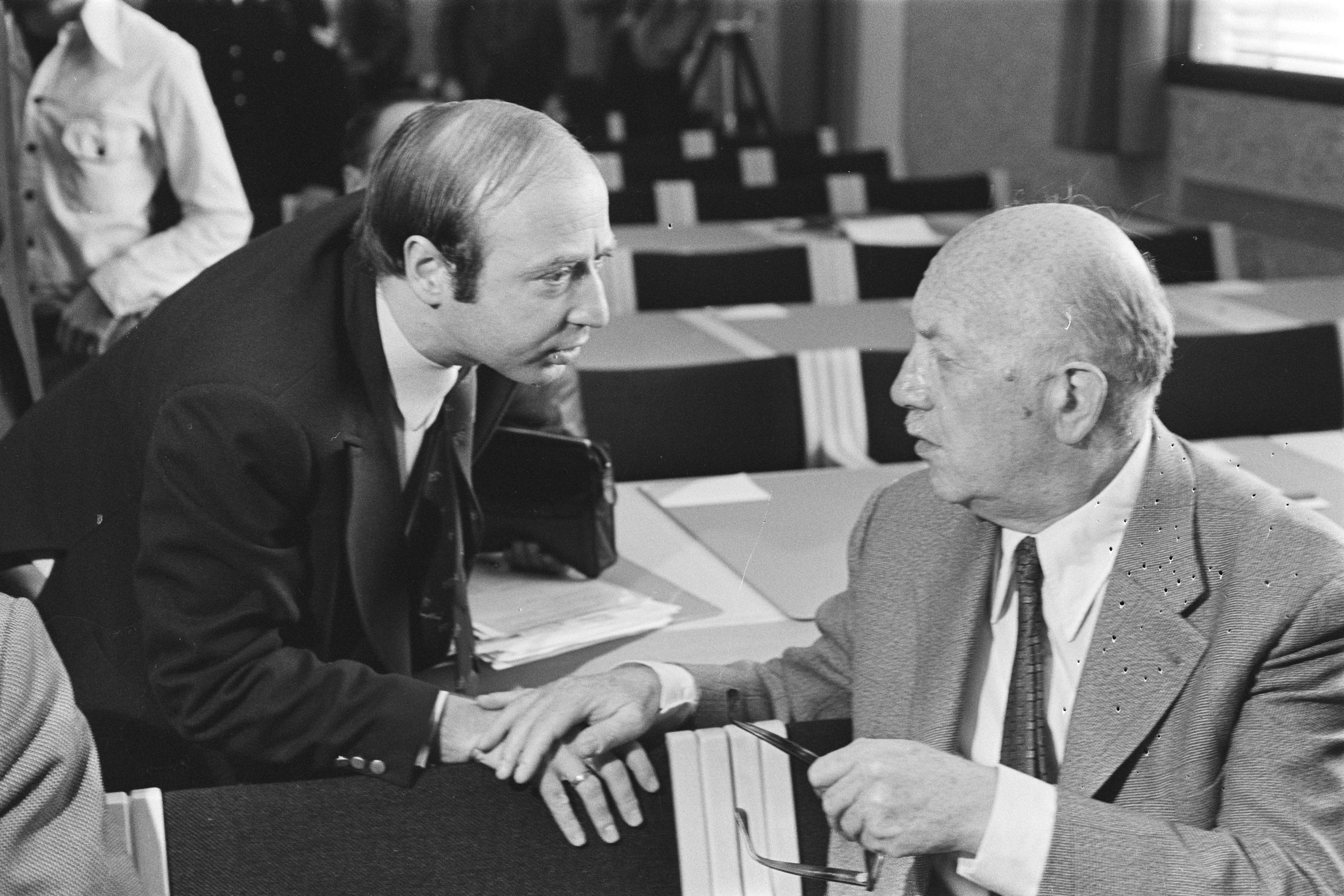
Hans Knoop (links) im Gespräch mit Haviv Kanaan (Aufnahme vom 9. Mai 1977).

Durch die niederländische Journalistin Henriette Boas erfuhr Haviv Kanaan von diesem Vorgang. Für Haaretz verfasste er daraufhin einen Enthüllungsartikel über Menten. Hans Knoop, Chefredakteur der zur Telegraaf-Gruppe gehörenden Wochenzeitschrift Accent, erhielt Nachricht von Kanaans Artikel und begann in den Niederlanden mit intensiven Recherchen über den reichen Kunsthändler. Ab dem 19. Juni 1976 berichtete er in einer Serie von Artikeln über die Massenexekutionen von 1941 und über die Rolle, die Menten dabei gespielt hatte. Auch Journalisten der Radio- und Fernsehanstalt Televisie en Radio Omroep Stichting (TROS) sendeten ab dem 21. Juni 1976 Fernsehbeiträge zu Mentens NS-Vergangenheit, in denen polnische und israelische Zeugen zu Wort kamen. Menten bestritt diese Zeugenaussagen nachdrücklich. In der niederländischen Öffentlichkeit und in der Zweiten Kammer der Generalstaaten kam es in der Folgezeit zu Auseinandersetzungen über das bisherige Vorgehen der Justizbehörden gegenüber Menten.
Im September entschied sich die niederländische Justiz, in der Sowjetunion offizielle Nachforschungen anzustellen. Ein niederländisches Untersuchungsteam beantragte Visa. Auch Hans Knoop bat um ein solches Visum für sich und einen Fotografen. Beide erhielten ihre Papiere im Oktober 1976, während das Ersuchen des offiziellen Untersuchungsteams zunächst ohne Antwort blieb. Knoop und sein Begleiter beobachteten und fotografierten in Podhorodce die Untersuchungen sowjetischer Forensiker. Ferner hielten sie eine Reihe von Zeugenaussagen auf Tonband fest. Zurück in den Niederlanden legte Hans Knoop das Material der Justiz vor. Die ermittelnden Beamten und der Journalist erwarteten eine sofortige Flucht Mentens, sobald die Rechercheergebnisse publiziert sein würden. Zwischen Knoop und den Beamten wurde darum am 2. November 1976 abgesprochen, dass Menten am 15. November verhaftet werden solle, weil der 20. November als Erscheinungstag der Rechercheergebnisse sowohl in Accent als auch im deutschen Wochenmagazin stern geplant war. Unmittelbar vor der geplanten Festnahme, in der Nacht vom 14. auf 15. November floh Menten mit seiner Ehefrau in die Schweiz. Diese Flucht führte in den Niederlanden zu einer innenpolitischen Krise.

### Verhaftung und Verurteilung
Der Schweizer Journalist Martin A. Walser, der zum erweiterten Journalisten-Netzwerk des stern zählte, entdeckte Menten in Uster bei Zürich und informierte Knoop am 6. Dezember 1976. Menten und seine Ehefrau hielten sich im Illuster auf, einem örtlichen Hotel. Knoop war mit niederländischen Polizisten vor Ort, als die Schweizer Polizei Menten festnahm. Zunächst schien eine Auslieferung des Gesuchten an die Niederlande ungewiss, denn das Auslieferungsabkommen zwischen den Niederlanden und der Schweiz enthielt keine Regelungen zum Umgang mit mutmaßlichen Kriegsverbrechern. Deren Taten galten in der Schweiz als verjährt. Die Anwälte Mentens schlugen den Schweizer Behörden vor, ihren Mandanten nach Irland ausreisen zu lassen. Die Schweizer Behörden, die Menten als „unerwünschte Person“ betrachteten, schoben ihn schließlich in die Niederlande ab mit der Auflage, dass ihm dort der Prozess gemacht und einem erneuten polnischen Auslieferungsersuchen nicht stattgegeben werde.
Die Gerichtsverhandlung gegen Menten begann am 9. Mai 1977 vor dem Sondergerichtshof Amsterdam. Der Angeklagte bestritt die Vorwürfe, am Judenmord beteiligt gewesen zu sein. Seine Verteidiger präsentierten ihren Mandanten als Opfer des sowjetischen Geheimdienstes KGB und einer jüdischen Verschwörung. Haviv Kanaan sowie fünf Augenzeuginnen der Erschießungen von Podhorodce sagten gegen ihn aus. Angesichts des Prozessverlaufs änderte Menten seine Verteidigungsstrategie. Er behauptete, ihm sei 1952 von den niederländischen Behörden als Gegenleistung für sein Schweigen in einer politischen Korruptionsaffäre Straffreiheit zugesichert worden. Das Gericht verurteilte ihn am 14. Dezember 1977 zu 15 Jahren Freiheitsstrafe wegen der Massenerschießungen in Podhorodce. Vom Verdacht, am Massaker von Urycz teilgenommen zu haben, wurde er aus Beweismangel freigesprochen.
Die Anwälte Mentens beantragten Revision. Der Hohe Rat der Niederlande hob daraufhin am 29. Mai 1978 das Urteil gegen Menten auf, denn die Aussage Mentens, er habe 1952 die Straffreiheit zugesagt bekommen, sei durch das Sondergericht Amsterdam nicht ausreichend geprüft worden. Der Oberste Gerichtshof verwies den Fall zurück an das Amsterdamer Gericht, das das Urteil gegen den Kunsthändler mit Verweis auf die fragliche Zusage von 1952 aufhob. Am 4. Dezember 1978 erfolgte die Entlassung Mentens aus dem Gefängnis von Scheveningen.
Der überraschende Freispruch wurde am 22. Mai 1979 erneut vom Hohen Rat für ungültig erklärt. Das Oberste Gericht überwies den Fall zur Entscheidung an ein Gericht in Rotterdam. Der Angeklagte stellte in diesem Prozess mehrfach die These auf, Zeugen würden ihn mit seinem Bruder Dirk verwechseln. Dieser sagte daraufhin gegen Pieter Menten aus und betonte, Pieter habe ihm schon 1943 seine Beteiligung an den Erschießungen gestanden. Zehn Jahre später habe er dazu im Beisein von Verwandten das Geständnis seines Bruders schriftlich festgehalten. Das Gericht in Rotterdam verurteilte Menten am 9. Juli 1980 endgültig zu zehn Jahren Gefängnis für seine Beteiligung an den Morden von Podhorodce sowie zu einer Geldstrafe von 100.000 Gulden wegen unterlassener Meldung einer Straftat.
Zwischenzeitlich beschlagnahmte Teile seiner Kunstsammlung erhielt Menten nach der Urteilsverkündung zurück. Es konnte nicht bewiesen werden, dass sie mit Diebstählen und Erpressungen erworben wurden. Der Hohe Rat bestätigte am 13. Januar 1981 das Rotterdamer Urteil und verwarf damit ein Revisionsbegehren Mentens.

### Strafvollzug und letzte Lebensjahre
Menten verbüßte seine Strafe im Gefängnis von Scheveningen. 1985 wurde er nach Ablauf von zwei Dritteln seiner Strafe vorzeitig entlassen. Sein Versuch, in das irische County Waterford überzusiedeln, um in seiner dortigen Villa zu leben, scheiterte am Veto des irischen Ministerpräsidenten Garret FitzGerald. Weil auf sein irisches Anwesen 1979 ein Brandanschlag verübt worden war, dessen Täter nicht ermittelt werden konnten, gelang es Menten Anfang 1986, den irischen Staat zur Zahlung einer Entschädigung von 37.000 Pfund (umgerechnet 125.000 DM) zu verpflichten.
Die Bundesrepublik erhielt 1985 das Recht, in Amsterdam rund 400 Gemälde und Möbelstücke aus Mentens Sammlung zu versteigern, um aus den Erlösen ihre Rückforderungsansprüche gegen den Niederländer zu befriedigen, die sich auf die 20 Jahre zuvor gezahlten 550.000 DM sowie 880.000 DM Zinsen beliefen. Auch das Auktionshaus Sotheby’s-Mak van Waay trieb bei dieser zwangsweisen Versteigerung von Menten bislang nicht gezahlte Außenstände ein.
Im Alter von 88 Jahren starb Menten 1987 in einem Loosdrechter Altenheim, in das er im Juli 1986 eingezogen war.

## Affäre und Serie

### Menten-Affäre

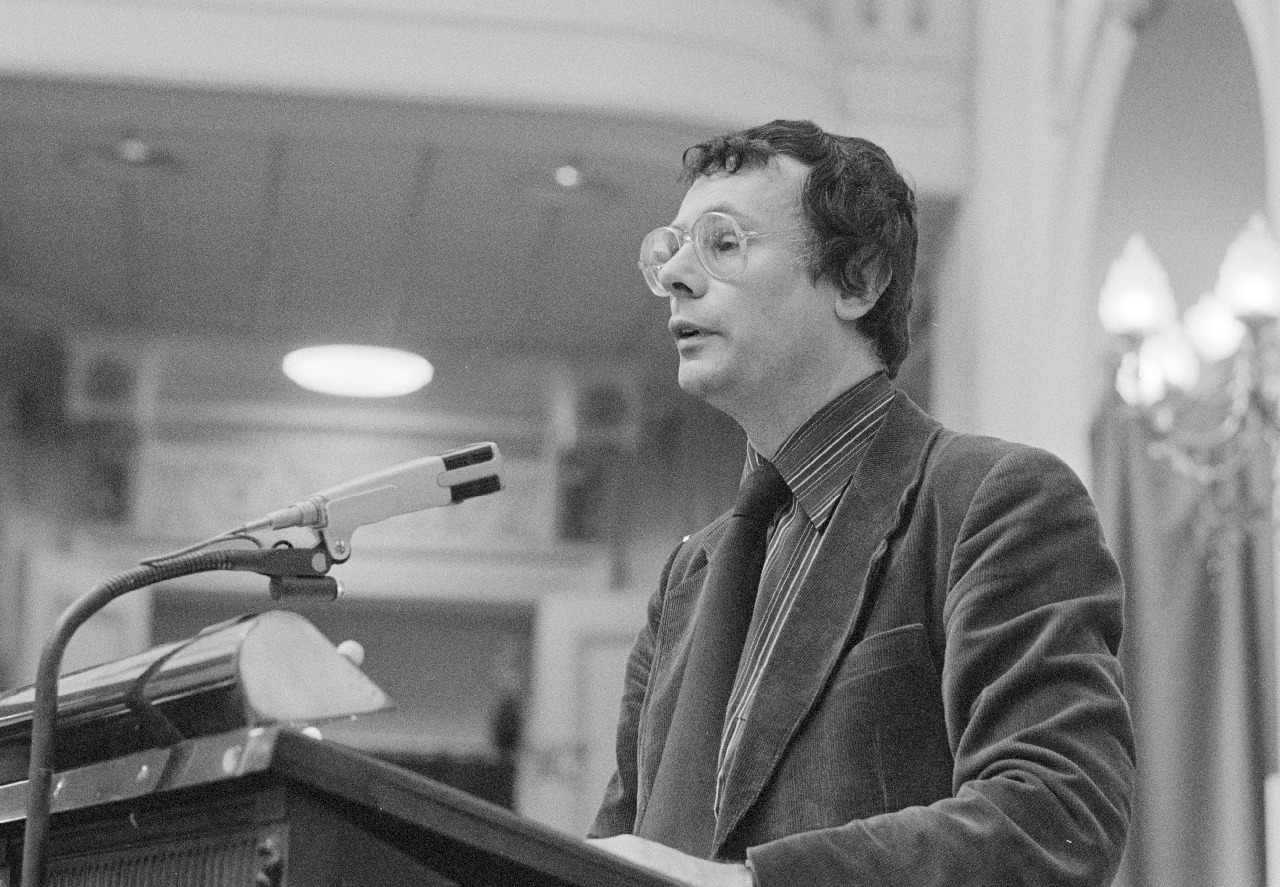
Debatte über Menten im niederländischen Parlament: Aad Kosto von der Partij van de Arbeid (PvdA) am Rednerpult (Aufnahme vom 14. Dezember 1978).

Die Enthüllungen von Hans Knoop und die Sendungen von TROS setzten eine intensive öffentliche Diskussion über die Vorgehensweisen der niederländischen Justiz in Gang. Sie verschärfte sich nach dem 15. November 1976, nachdem der Versuch einer Festnahme des mutmaßlichen Kriegsverbrechers gescheitert war. Das Parlament befragte am 18. November 1976 den verantwortlichen Justizminister Dries van Agt. Diese Befragung, in der der Minister stark unter Druck geriet, wurde im niederländischen Fernsehen live übertragen. Eine Umfrage von Ende 1976 zeigte, dass die Behandlung der Vorwürfe gegen Menten nicht allein Justiz und Politik interessierten, sondern auch viele Bürger. 84 Prozent der Befragten gaben an, dass sie die Nachrichten über den Fall Menten verfolgen; 70 Prozent hielten den Vorgang für ein wichtiges Problem der Niederlande.
Im Laufe der parteipolitischen und medialen Auseinandersetzung wurde unterstellt, die Gegner des Justizministers wollten diesen mit Hilfe der Vorgänge um Menten bloßstellen, denn van Agt war Spitzenkandidat einer christdemokratischen Wahlliste für die Parlamentswahlen von 1977. Das Ergebnis dieser Wahl wurde allgemein als Aufforderung zur Fortsetzung einer Politik der Zusammenarbeit von Christdemokraten und Sozialdemokraten (PvdA) interpretiert. Diese kam jedoch wegen der vorangegangenen heftigen Auseinandersetzungen nicht zustande. Stattdessen wurde van Agt Ministerpräsident einer christdemokratisch-liberalen Koalition.
In die Debatte mischten sich immer wieder Hinweise auf die Drei von Breda. Jahrzehntelang hatte sich die niederländische Öffentlichkeit bereits mit der Frage beschäftigt, ob diese zu lebenslanger Haft verurteilten Kriegsverbrecher begnadigt werden sollten. Van Agt hatte das unter anderem 1972 befürwortet. Diese Position in der Begnadigungsfrage verbanden seine Kritiker nun mit dem nach ihrer Meinung fehlerhaften Agieren van Agts in der Menten-Affäre.
In den Auseinandersetzungen wurde schließlich oft – unter anderem von Hans Knoop – die Annahme geäußert, Menten sei „von oben“ beziehungsweise von den Behörden „gedeckt“ worden. Am 18. November 1976 sagte der Justizminister zu, dass eine Kommission unabhängiger Fachleute entsprechende Vorwürfe untersuchen werde. Diese Kommission, bestehend aus dem Historiker Ivo Schöffer, dem Historiker Johannes Cornelis Hendrik (Hans) Blom und dem Rechtswissenschaftler August Cornelis (Joest) ’t Hart, legte im Laufe ihrer Arbeit insgesamt vier Zwischenberichte sowie im September 1979 einen umfassenden Abschlussbericht vor. Nach Auswertung von 50 Archiven öffentlich-rechtlicher Körperschaften sowie Interviews mit 150 Personen hielten sie den Verdacht von Manipulationen für unbegründet.
Auch international wurde die Menten-Affäre wahrgenommen, wie sich in der Berichterstattung vieler ausländischer Zeitungen zeigte. Nach der überraschenden Freilassung vom 4. Dezember 1978 befasste sich beispielsweise das israelische Parlament mit dem Fall. Ministerpräsident Menachem Begin forderte die Auslieferung Mentens.

### TV-Serie
Ende 2016 begann der niederländische Sender Omroep MAX die Ausstrahlung einer vierteiligen TV-Serie mit dem Titel „De zaak Menten“. Sie handelt davon, wie es Hans Knoop gelang, Menten zu überführen. 2017 wurde die Serie mit dem niederländischen Fernsehpreis de tv-beelden in der Kategorie Bester Fernsehfilm und beste Kurzserie ausgezeichnet.

## Anhang